# Multamia Lauder
Multamia Retno Mayekti Tawangsih Lauder (ur. 3 sierpnia 1955 w Dżakarcie) – indonezyjska językoznawczyni.
Zajmuje się geolingwistyką, dialektologią i toponimią. Do jej zainteresowań naukowych należy także problematyka wymierania języków i dokumentacji językowej.
Studiowała na Université Grenoble-III we Francji. W 1979 roku ukończyła językoznawstwo na Uniwersytecie Indonezyjskim. Doktoryzowała się w 1990 roku na podstawie rozprawy pt. Komputerisasi Pemetaan Bahasa di Tangerang. Objęła stanowisko profesora na Uniwersytecie Indonezyjskim.
Zaangażowała się w tworzenie komputerowego modułu sprawdzania pisowni dla języka indonezyjskiego oraz map przedstawiających rozmieszczenie indonezyjskich języków regionalnych. Przyczyniła się także do nazwania i sklasyfikowania nieznanych wysp Indonezji.

## Wybrana twórczość
(wg źródła)
- The Role of Bahasa Indonesia Today (1988)
- Language Treasures in Indonesia (2005)
- Obstacles to Creating an Inventory of Languages in Indonesia: A Dialectology Perspective (2006)